# Marla Singer
I Marla Singer sono una band rock italiana, formatasi nel 2002.
Il nome della band è tratto dall'omonimo personaggio femminile di Fight Club (presente sia nel romanzo di Chuck Palahniuk sia nel film di David Fincher).

## Storia
I Marla Singer sono una band italiana nata nel 2002 con l'ingresso del chitarrista Cosimo Zannelli all'interno del gruppo già esistente dal 1999 con il nome di Bloody Sheep e composto da Francesco Guasconi alla voce, Alessandro Guasconi al basso elettrico, Marco Gammarota alla batteria ed Emilio Sapia alle tastiere.
Nel 2003 partecipano al concorso musicale "Sanremo Rock & Trends" vincendolo e apparendo sulla rivista Tv Sorrisi e Canzoni ed esibendosi sulla RAI in una trasmissione dedicata all'evento, insieme agli altri vincitori e a diversi big della musica italiana (Alexia, Francesco Renga, Negrita, Silvia Salemi, Niccolò Fabi…).
Nel 2004 viene pubblicato il primo album omonimo, Marla Singer dopo aver firmato un contratto discografico con l'etichetta discografica milanese Artenativa e con l'agenzia di booking Barley Arts.
Il disco, dal quale viene estratto il singolo Senza luce e colore trasmesso sia su radio che sulle Tv musicali come MTV, All Music e Rock tv, viene curato artisticamente dal produttore Luca Pernici (Il Nucleo, Ah! Wildness, Rio, Ligabue).
Successivamente si esibiscono in tour partecipando anche a importanti festival musicali aprendo a band internazionali come The Cure, Alter Bridge, Moby, Chemical Brothers, Slipknot, Audioslave
Dopo una lunga pausa, nel 2010 i Marla Singer ritornano sul mercato discografico con il secondo album intitolato "Tempi di crisi" coprodotto artisticamente da Luca Pernici e Alessandro Guasconi bassista e fonico, il disco esce con l'etichetta discografica Horus Music, dopo che i Marla Singer hanno interrotto il loro rapporto con Artenativa.
Dal disco sono tratti i singoli "È tempo", "Amplificami", "Esplodo di vitalità" e la reinterpretazione dei Beatles Eleanor Rigby.
In particolare questa cover riscuote successo grazie alla radio rock Virgin Radio che porta il brano in cima alla classifica rock "Virgin Chart" per ben 25 settimane di cui 2 consecutive al N° 1 in classifica.
Inoltre il brano viene inserito nella compilation "Virgin Style Rock Vol.4" (Sony Music - con Litfiba, Skunk Anansie, Depeche Mode, Bon Jovi).

## Formazione
- Francesco Guasconi - voce (2002 - presente)
- Cosimo Zannelli - chitarra e voce  (2002 - presente)
- Alessandro Guasconi - basso (2002 - presente)
- Marco Gammarota - batteria (2002 - presente)
- Emilio Sapia - tastiere (2002 - presente)

## Discografia

### Album
- 2004 - Marla Singer (Artenativa/Venus)
- 2010 - Tempi di crisi (Horus Music/Audiglobe)

### Singoli
- 2004 - Senza luce e colore
- 2010 - Amplificami
- 2010 - È Tempo
- 2010 - Eleanor Rigby
- 2010 - Esplodo di vitalità

### Videoclip
- 2004 - Senza luce e colore Regia di Sirio Zuelli
- 2010 - È Tempo Regia di Francesco Guasconi
- 2010 - Esplodo di vitalità Regia di Adriano Giotti